# 임치정

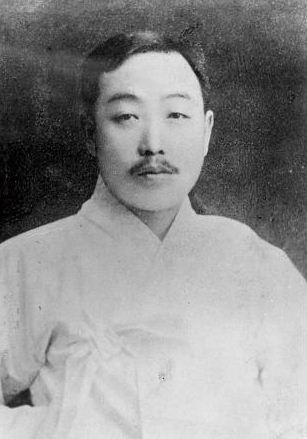

임치정(林蚩正, 1880년 9월 26일 ~ 1932년 1월 9일)은 한국의 독립운동가로 호는 춘곡(春谷), 평안남도 용강 출신의 이조판서 임국로(林國老)의 아들이다.
평남 용강 출신인 임치정은 1903년 노동 이민으로 미국 하와이로 건너간 뒤 1904년 샌프란시스코에서 안창호 등 민족지도자들과 함께 이주 한인들의 의식 개혁에 힘쓰며 한인공동체 형성에 노력했다. 1912년 일제가 조작한 데라우치 마사타케(寺內正毅) 총독 암살미수사건으로 체포돼 옥고를 치른 선생은 조선민립대학 설립 운동과 언론 활동을 통해 항일운동을 하다 1932년 1월 숨졌다.

## 활동
1904년 미국에 건너가 안창호(安昌浩) 등과 교포단체인 공립협회(共立協會)를 조직하여 간사로 활동하며 기관지인 『공립신보(共立新報)』를 간행하였다. 하와이 교포들이 1903년에 조직한 신민회(新民會)에 가입하였는데 신민회 창립 후 임치정 등은 동족단결, 민지계발(民智啓發), 국정쇄신을 강령으로 설정하고 홍승하를 회장으로 선임하는 한편, 같은 해 12월 2일에는 하와이 카우아이(Kauai)와 카파(Kapaa) 지방에 지회를 설립하기도 하였다.
그러나 하와이 성공회 계열의 김익성, 최윤백 등이 회(會)의 명칭이 ‘신민(新民)’이라는 점과 강령에 ‘국정쇄신’을 내건 점을 거론하면서 이는 대한제국정부를 전복하려는 반역행위라고 비난하고 이를 한국정부에 보고하였다. 이러한 한인간의 정치의식 차이와 종교적 분파 외에도 전대금 수봉사건으로 인한 분열 등으로 1904년 4월 20일 신민회는 결국 해체되었다.
1907년 겨울 귀국하여 『대한매일신보』(大韓每日申報)에서 회계사무를 맡아 보았다. 1907년에 조직된 비밀결사 신민회에 가입하여 활동하다 일제가 애국인사들을 탄압하기 위해 조작한 ‘양기탁 등 보안법위반사건’과 ‘105인사건’, 즉 ‘데라우치(寺內正毅) 총독모살미수사건’에 연루되어 1911년 일본 경찰에 잡혔다.

## 105인 사건 관련인물
이른바 ‘대역(大逆)사건’으로 지칭된 105인 사건은 조선총독부판(版)의 ‘데라우치 마사타케(寺內正毅) 총독 암살 미수사건’이었다. 1910년 11월 안중근의 사촌동생 안명근과 배경진·박만준 등은 만주에 군관학교를 설립하기 위해 황해도 송화의 신석효, 신천의 이완식 등으로부터 자금을 모금하다가 민모의 밀고로 체포되었다. 이것이 안명근 사건인데, 안악 사건으로 확대하여 총독 암살 미수사건으로 꾸며냈다.
1910년 11월 27일 압록강 철교 준공식에 참석하는 데라우치를 암살하려 했다는 날조한 혐의로 105명이 기소돼 통칭 105인 사건으로 불린다. 600여 명이 검거되는데, 대부분 신민회원들이었다. 서울의 윤치호(尹致昊)·양기탁(梁起鐸), 평북의 이승훈(李昇薰), 평양의 안태국(安泰國), 황해도의 김구(金九) 등이었다. 상동교회의 전덕기 목사는 이때 갖은 고문을 당하고 세상을 떠났다. 1911년 7월 ‘양기탁·임치정·주진수·안태국 등 16명의 보안법 위반 판결문’은 일제가 왜 이 사건을 조작했는지 잘 말해주고 있다.
“서간도에 단체적 이주를 기하고 조선 본토에서 상당히 자력(資力) 있는 다수 인민을 동지(同地:서간도)에 이주시켜 토지를 구매하고 촌락을 만들어 신영토로 삼고… 학교 및 교회를 배설하고, 나아가 무관학교를 설립하고 문무(文武) 쌍전(雙全) 교육을 실시하여 기회를 타서 독립전쟁을 일으켜 구(舊)한국의 국권을 회복하고자 하였다.”
국외 독립운동 근거지(신영토)와 무관학교 설립 저지가 ‘데라우치 암살 미수사건’을 조작한 이유였음을 말해주는 판결문이다. 대한매일신보 1911년 7월 23일자는 안명근은 무기징역, 주진수·양기탁·안태국·임치정 등은 징역 2년형을 받았다고 전한다. 대역사건으로 일본 내 아나키즘·사회주의 세력이 크게 위축되었고, 105인 사건으로 신민회가 크게 위축되었다.

## 같이 보기
- 안창호
- 105인 사건
- 민립대학설립운동

## 참고 자료
- 「올바르게 풀어쓴 백범일지」, 조작극 ‘105인사건’, 김구 저, 배경식 역, 너머북스(2008년, 376~379p)
- 「한국근대사」, 윤치호의 조선관, 이윤섭 저, 평단문화사(2009년, 375~381p)